# Grevillea arenaria
Grevillea arenaria é uma espécie de planta com flores da família Proteaceae, endêmica de Nova Gales do Sul, na Austrália. Trata-se de um arbusto espalhado com folhas elípticas a ovadas, com a extremidade mais estreita voltada para a base, e flores vermelhas, rosadas ou alaranjadas.

## Descrição
Grevillea arenaria é um arbusto que varia de ereto a espalhado, alcançando de 0,3 a 4 m de altura. Suas folhas são elípticas a ovadas, com a parte mais estreita na base, medindo de 15 a 75 mm de comprimento e de 3 a 15 mm de largura, com bordas curvadas para baixo ou enroladas. As flores se organizam em grupos de duas a seis nas extremidades de ramos laterais curtos, ao longo de um ráquis de 1 a 10 mm de comprimento, exibindo tons de vermelho, rosa ou laranja e sendo peludas. O pistilo tem de 24 a 32 mm de extensão, e o ovário é séssil. A floração ocorre na maioria dos meses, com pico na primavera.

## Taxonomia
A Grevillea arenaria foi descrita formalmente em 1810 por Robert Brown na revista Transactions of the Linnean Society of London, a partir de espécimes coletados perto da Baía de Sydney.
Duas subespécies são reconhecidas pelo Censo Australiano de Plantas [en]:
- Grevillea arenaria R.Br. subsp. arenaria[9] tem folhas com a superfície inferior sedosa ou lanosa e um gineceu de 22 a 27 mm de comprimento;[3][5][10]

- Grevillea arenaria subsp. canescens (R.Br.) Olde & Marriott[11] apresenta folhas com a superfície inferior aveludada e um gineceu de 26 a 32 mm de comprimento.[4][5][12]

## Distribuição e habitat
Essa planta cresce em florestas abertas, frequentemente em locais rochosos, próximos a riachos ou falésias, no sudeste de Nova Gales do Sul. A subespécie arenaria ocorre principalmente no lado leste da Cordilheira Australiana e em serras próximas, de Richmond [en] até o rio Deua [en]. Já a subespécie canescens é encontrada predominantemente no lado oeste, mais seco, das serras, desde Tamworth e Gilgandra [en] até Bathurst e as partes ocidentais das Montanhas Azuis.

## Estado de conservação
A Grevillea arenaria é classificada como espécie pouco preocupante na Lista Vermelha da IUCN. Possui uma distribuição ampla, e sua população é considerada estável ou em leve declínio. Atualmente, enfrenta algumas ameaças localizadas, mas nenhuma que impacte significativamente sua população.